# Jan Campert-prijs
De Jan Campert-prijs is een jaarlijkse prijs toegekend voor werken van poëzie, ingesteld in 1948 door de Jan Campert-Stichting.  Aanvankelijk was het een prijs uitsluitend bestemd voor dichters onder de dertig jaar en aan de eerste winnaar werd de voorwaarde verbonden dat hij of zij zich door zijn of haar houding in het verzet moest hebben onderscheiden. In de beginjaren kon ook ongepubliceerd werk ingezonden worden. Tegenwoordig is de prijs voor poëzie die in het voorafgaande jaar is verschenen. De prijs bedraagt zesduizend euro. Hij is genoemd naar de dichter Jan Campert. De prijs is sinds zijn oprichting ruim vijf keer zo vaak aan mannelijke als aan vrouwelijke dichters toegekend (van alle prijswinnaars is meer dan 80% man).

## Gelauwerden
- 1948 - Jan Elburg, Klein t(er)reurspel

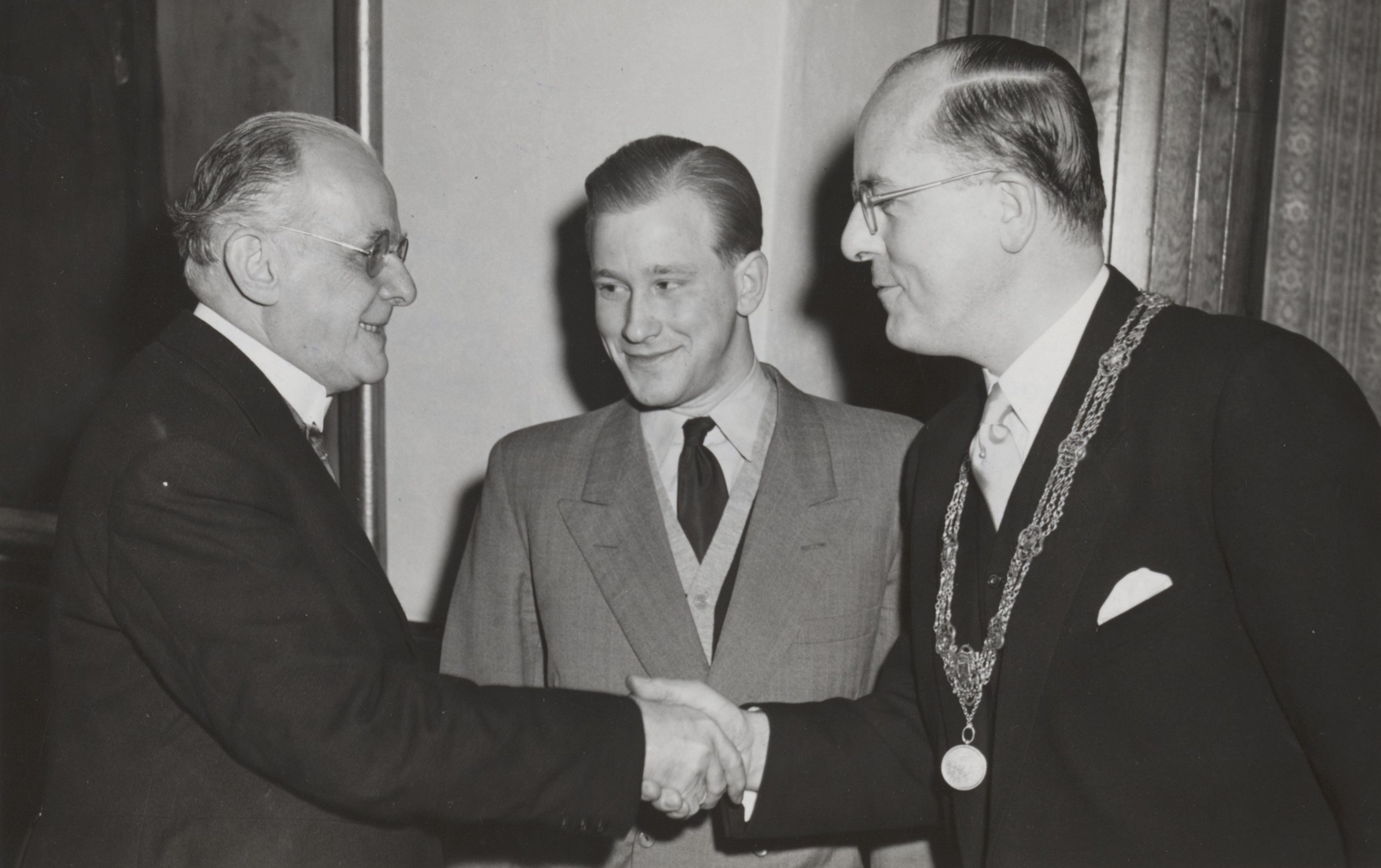
Michel van der Plas (midden) (1949)

- 1949 - Michel van der Plas, Going my way
- 1950 - Hans Lodeizen,  Het innerlijke behang (postuum)
- 1951 - Bert Voeten, Met het oog op morgen
- 1952 - Maria Dermoût, Nog pas gisteren
- 1953 - Albert Besnard, Doem en dorst
- 1954 - Nes Tergast, Werelden (geweigerd)
- 1955 - niet toegekend
- 1956 - Remco Campert, Met man en muis en Het huis waar ik woonde
- 1957 - niet toegekend
- 1958 - niet toegekend
- 1959 - Sybren Polet, Geboorte-stad
- 1960 - niet toegekend
- 1961 - Ellen Warmond, Warmte, een woonplaats
- 1962 - Gerrit Kouwenaar, De stem op de 3e etage
- 1963 - Ed. Hoornik, De vis/In den vreemde
- 1964 - Louis Th. Lehmann, Who's Who in Whatland
- 1965 - Willem Hussem, Schaduw van de hand

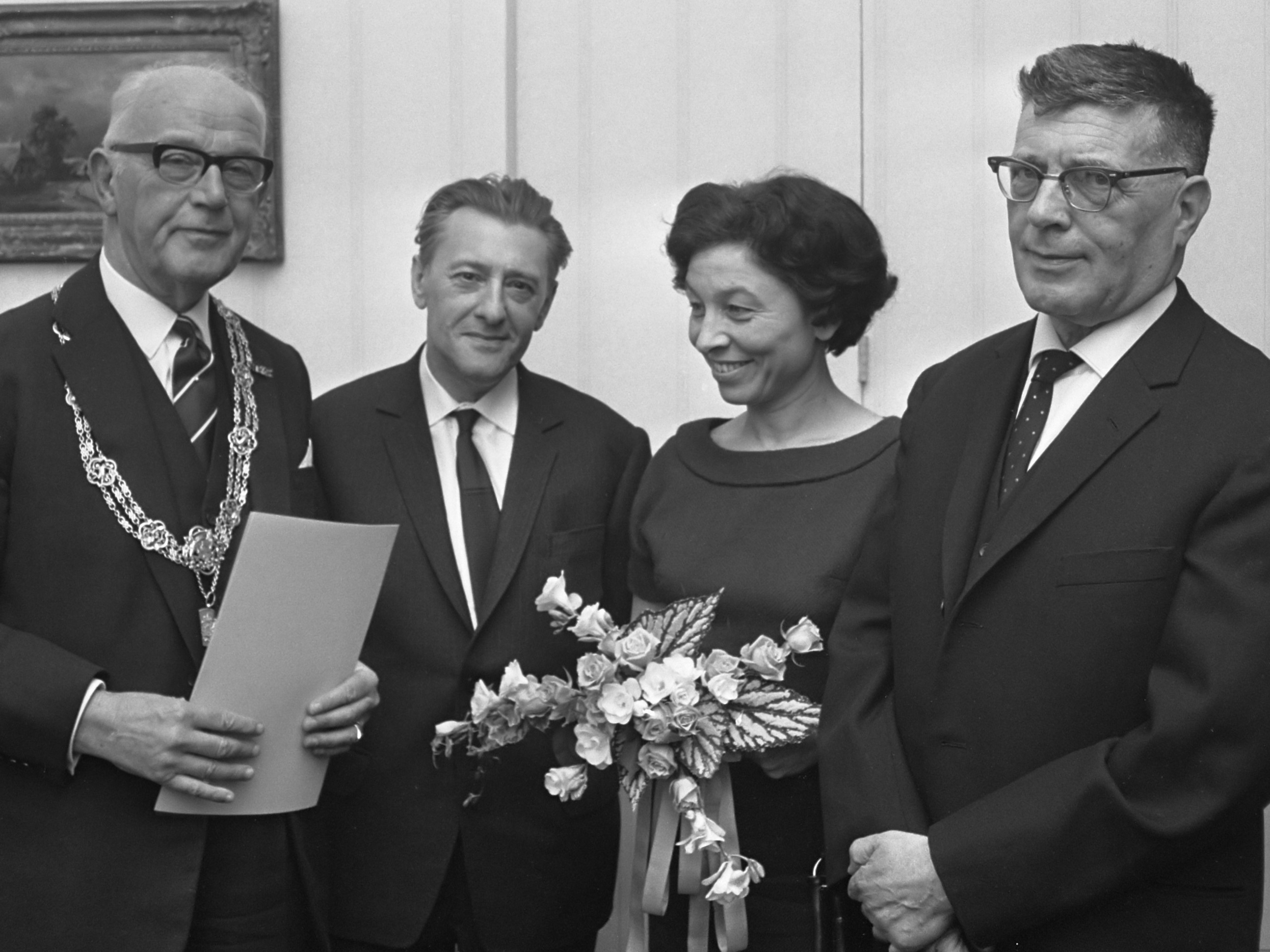
Hanny Michaelis (1966)

- 1966 - Hanny Michaelis, Onvoorzien
- 1967 - Jozef Eykmans, Zonder dansmeester
- 1968 - Hans Vlek, Een warm hemd voor de winter
- 1969 - Rutger Kopland, Alles op de fiets
- 1970 - Hans Andreus, Natuurgedichten en andere
- 1971 - Paul Snoek, Gedichten
- 1972 - Albert Bontridder, Zelfverbranding
- 1973 - Hans van de Waarsenburg, De vergrijzing

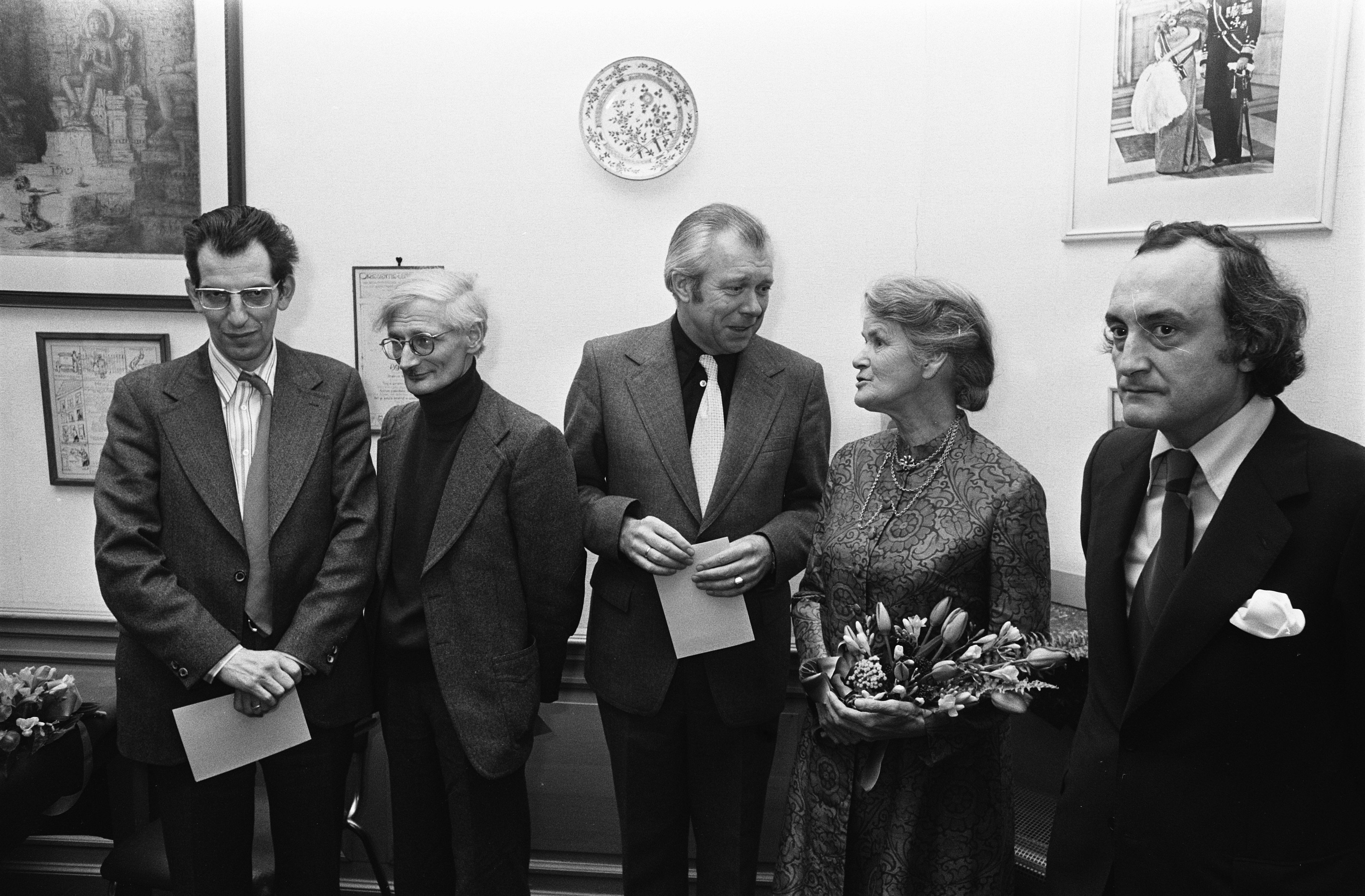
Hugues C. Pernath (rechts) (1974)

- 1974 - Hugues C. Pernath, Mijn tegenstem
- 1975 - Eddy van Vliet, Het grote verdriet
- 1976 - C. Buddingh', Het houdt op met zachtjes regenen
- 1977 - Hans Faverey, Chrysanten, roeiers
- 1978 - Cees Nooteboom, Open als een schelp - dicht als een steen
- 1979 - Roland Jooris, Gedichten 1958-78
- 1980 - Ed Leeflang, De hazen en andere gedichten
- 1981 - Judith Herzberg, Botshol
- 1982 - Willem van Toorn, Het landleven
- 1983 - Robert Anker, Van het balkon
- 1984 - Ad Zuiderent, Natuurlijk evenwicht
- 1985 - Kees Ouwens, Klem
- 1986 - Herman de Coninck, De hectaren van het geheugen
- 1987 - Tom van Deel, Achter de waterval
- 1988 - H.H. ter Balkt, Aardes deuren
- 1989 - Miriam van Hee, Winterhard
- 1990 - Jan Kuijper, Tomben

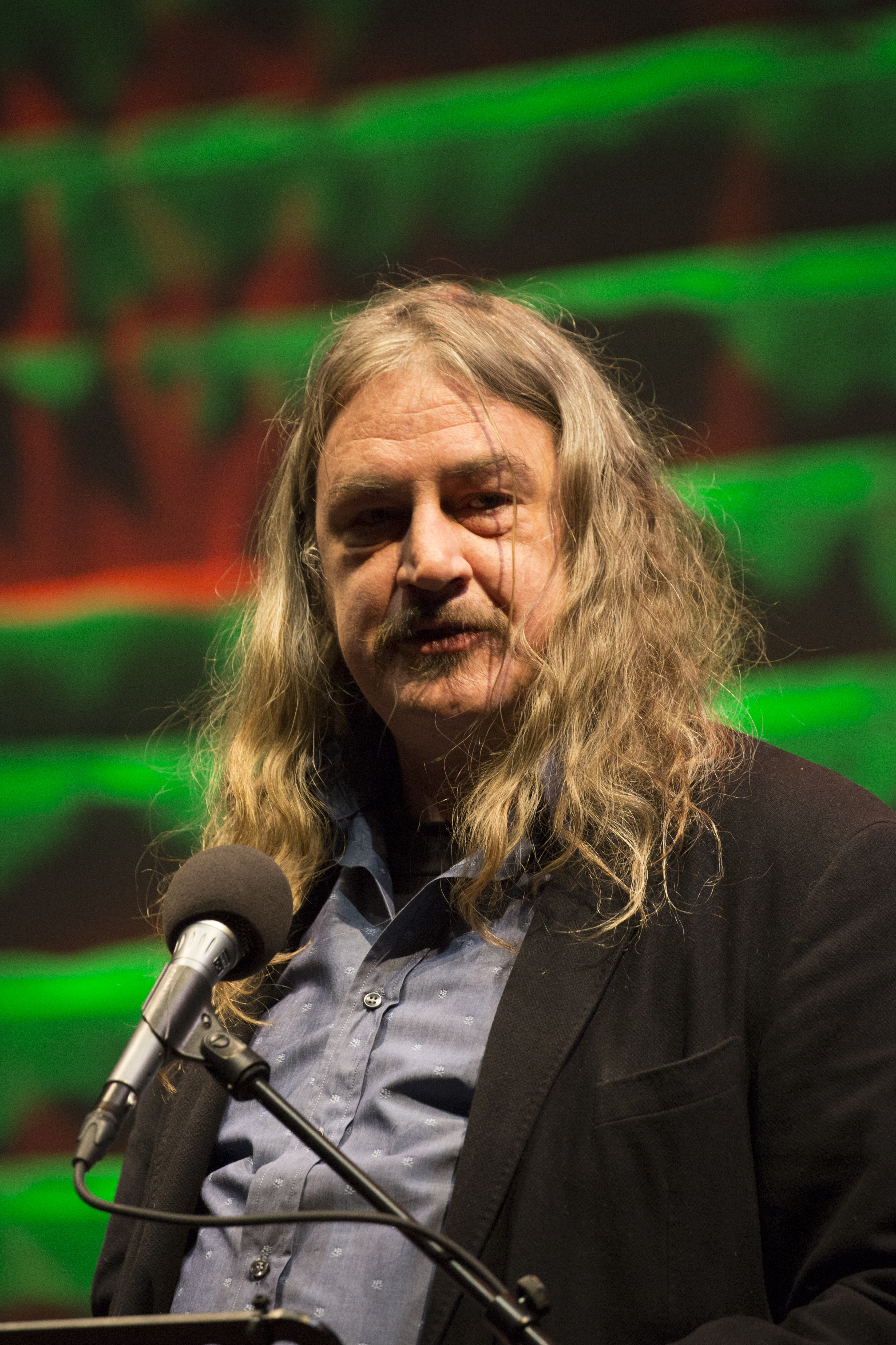
Pfeijffer bij de uitreiking van de Jan Campert-prijs 2015

- 1991 - Leonard Nolens, Liefdes verklaringen
- 1992 - Willem Jan Otten, Paviljoenen
- 1993 - Toon Tellegen, Een dansschool
- 1994 - Lloyd Haft, Atlantis
- 1995 - Eva Gerlach, Wat zoekraakt
- 1996 - Huub Beurskens, Iets zo eenvoudigs
- 1997 - Elma van Haren, Grondstewardess
- 1998 - Tonnus Oosterhoff, Robuuste tongwerken, een stralend plenum
- 1999 - Peter van Lier, Gegroet o...
- 2000 - K. Michel, Waterstudies
- 2001 - Arjen Duinker, De geschiedenis van een opsomming
- 2002 - Menno Wigman, Zwart als kaviaar
- 2003 - Jan Eijkelboom, Heden voelen mijn voeten zich goed
- 2004 - Mustafa Stitou, Varkensroze ansichten
- 2005 - Nachoem M. Wijnberg, Eerst dit dan dat
- 2006 - Esther Jansma, Alles is nieuw
- 2007 - Dirk van Bastelaere, De voorbode van iets groots
- 2008 - Peter Verhelst, Nieuwe Sterrenbeelden

- 2009 - Alfred Schaffer, Kooi

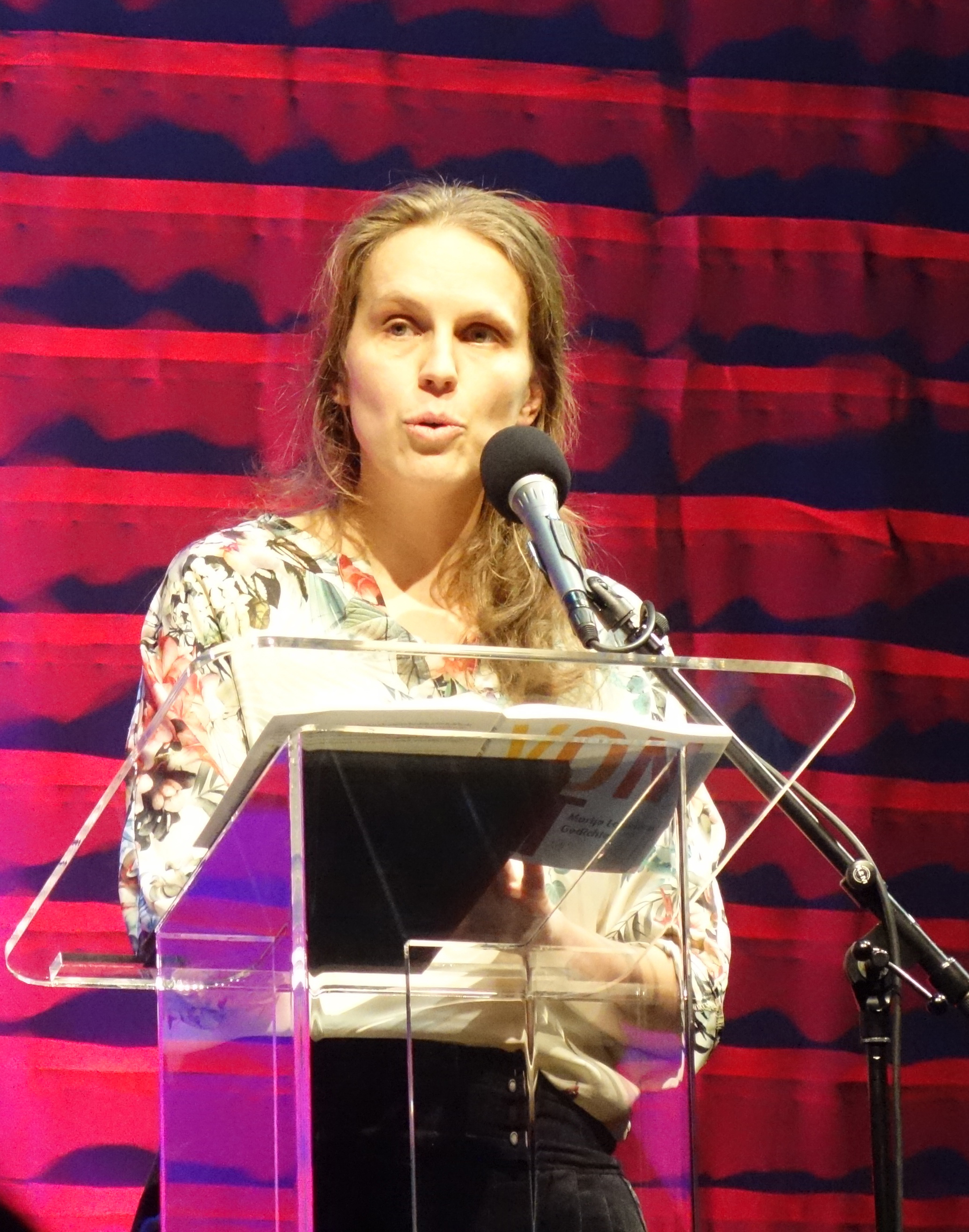
Marije Langelaar (2017)

- 2010 - Hélène Gelèns, zet af en zweef
- 2011 - Erik Spinoy , Dode kamer
- 2012 - Wouter Godijn, Hoe H.H. de wereld redde
- 2013 - Micha Hamel, Bewegend doel
- 2014 - Piet Gerbrandy, Vlinderslag
- 2015 - Ilja Leonard Pfeijffer, Idyllen
- 2016 - Jan Baeke, Seizoensroddel
- 2017 - Marije Langelaar, Vonkt
- 2018 - Annemarie Estor, Niemandslandnacht
- 2019 - Paul Demets, De Klaverknoop
- 2020 - Maud Vanhauwaert, Het stad in mij
- 2021 - Mischa Andriessen, Het drogsyndicaat
- 2022 - Dominique De Groen, Slangen
- 2023 - Rozalie Hirs, ecologica
- 2024 - Simone Atangana Bekono, Marshmallow[1]